# BBC Three
BBC Three — третий телеканал Британской вещательной корпорации, доступный для вещания на спутниковом, эфирном телевидении сети Freeview, кабельной сети и сети IPTV. Вещал с 2003 по 2016 год и перезапущен в 2022 году. Аудиторией телеканала являются лица в возрасте от 16 до 34 лет. Целью канала является продвижение новых телепрограмм и телесериалов, популярных среди молодёжи, а также концентрация на новых талантливых звёздах и новых технологиях.
Вещание BBC Three осуществляется с 19:00 до 04:00 на той же частоте, что и вещание другого, детского телеканала Би-би-си CBBC. В отличие от своих конкурентов, 90 % продуктов телеканала созданы в Великобритании и других странах Евросоюза. 70 % телепередач и телесериалов являются оригинальными, охватывая все жанры от информационных программ и драматических телесериалов до комедий и мультсериалов.
До первого закрытия в 2016 году, уникальной программой являлась 60 Seconds — краткий 60-секундный выпуск новостей, придававший динамичный стиль телеканалу и автоматизировавший управление сеткой телевещания. В 2022 году была заменена на программу Catch Up, выходящая каждый день между 19 и 21 часами, и длящаяся около трёх минут.
Последним главой телеканала являлась Зэй Беннетт, которая покинула канал в 2014 году. Нынешняя глава BBC Three — бывшая телекоммиссар канала Сэм Бикли.

## История
В середине 2000 года Би-би-си решила провести ребрендинг двух цифровых телеканалов, которые должны были по своему содержанию приблизиться к уже действовавшим Первому и Второму телеканалам. Планировалось переименовать телеканал BBC Knowledge в BBC Four, а BBC Choice — в BBC Three. Однако вопрос о формате BBC Three, равно как и множество других вопросов, оставался открытым. По мнению некоторых экспертов, новый формат Третьего канала Би-би-си мог оказаться слишком похожим на формат конкурентов с телеканалов ITV2 и E4.
Запуск телеканала BBC Three состоялся спустя 11 месяцев после первой предварительной даты запуска, 9 февраля 2003. Первым руководителем и ведущим телеканала стал Стюарт Мёрфи, работавший на BBC Choice и Play UK. В возрасте 33 лет Мёрфи оставался самым молодым телеведущим Великобритании (в возрасте 26 лет он дебютировал на Play UK) и проработал на BBC Three до 20 октября 2005.
12 мая 2011 BBC Three был включён в пакет Sky EPG на территории Ирландии, попав на 229-й канал, с 3 июля 2012 BBC Three был перемещен на 210 кнопку, чтобы освободить место для новых каналов.
Время вещания канала несколько раз продлевалось. Так, во время Летних Олимпийских игр 2012 года за счёт отключения BBC Parliament BBC Three вещал в круглосуточном формате. А во время Игр Содружества 2014 года время начала вещания было смещено до 9:00.
16 июля 2013 года было объявлено о переходе BBC Three на HD-формат к началу 2014 года. HD-версия заработала 10 декабря 2013. Канал вещает в мультиплексе высокой чёткости BBC в составе сети Freeview на той же частоте, что и телеканал CBBC, но в разное время суток. До закрытия телеканала BBC HD программы BBC Three HD в большинстве своём транслировались именно там. В отличие от стандартной версии, HD-версия не включена в пакет Sky EPG в Республике Ирландия.

### Закрытие телеканала и переход в онлайн-вещание
В феврале 2014 года генеральный директор Би-би-си Тони Холл заявил, что корпорация должна сэкономить 100 миллионов фунтов стерлингов. 5 марта 2014 года было объявлено, что BBC Three перестанет транслироваться по телевидению и перейдет на онлайн-вещание в интернете с меньшим программным бюджетом и акцентом на короткие программы, что позволит сократить бюджет канала на 50%. Это предложение было в предварительном порядке одобрено BBC Trust в июне 2015 года при условии новых консультаций до 30 сентября 2015. 26 ноября 2015 года BBC Trust одобрил планы по закрытию BBC Three в качестве телеканала в феврале 2016 года. Руководство также одобрило переход BBC Three на онлайн-вещание в интернете.

### Восстановление эфирного канала
В мае 2020 года Би-би-си, согласовав генеральный план на 2020—2021 гг., заявила, что думает над восстановлением BBC Three как эфирного канала с удвоенным бюджетом. Корпорация отметила, что у контента канала «есть потенциал достичь более широкую аудиторию в эфирном канале, а также целевую аудиторию, которая продолжит смотреть онлайн.»
2 марта 2021 года BBC официально объявило о планах восстановить эфирное вещание BBC Three к январю 2022 года, при условии одобрения Ofcom. Как и раньше, канал будет делить эфир с CBBC и вещать с 19:00 до 4:00. Частью эфирной сетки будут программы, ориентированные на подростков.
16 сентября 2021 года Ofcom объявил о предварительном одобрении разрешения BBC Three вернуться в качестве эфирного канала в 2022 году. Как общественный телеканал он имеет право появляться в списке первых 24 каналов электронных программ передач. Sky пожаловались, что это приведет к тому, что другие каналы будут перемещены в списке на менее видное место. 25 ноября 2021 года Ofcom объявил, что окончательно одобрил перезапуск BBC Three в качестве эфирного канала с установленным периодом в феврале 2022 года, на месяц позже, чем первоначально ожидалось.
Тестовое вещание BBC Three началось 10 января 2022 года, с полноценным запуском 1 февраля 2022 года.
Большинству программ BBC Three до сих пор не удалось привлечь более 100 тыс. зрителей в прямом эфире, за первые два месяца вещания аудитория телеканала сократилась вдвое несмотря на обширную рекламную кампанию, среднее ежедневное время просмотра канала сократилось с 57 до 17 секунд. Представители BBC заявляли, что количество просмотров не полностью отражает популярность программ, и многие люди по-прежнему предпочитают смотреть их на BBC iPlayer..